# 山下あすか
山下 あすか（やました あすか、1995年3月22日 - ）は、日本のミュージシャン、パーカッション奏者。
愛知県名古屋市出身。4歳より広島で育つ。2013年よりプロパーカッショニストとして活動開始。

## ディスコグラフィ
- Passion（2017年）